# Жіноча збірна Іспанії з хокею із шайбою
Жіноча збірна Іспанії з хокею із шайбою — національна жіноча збірна Іспанії, яка представляє свою країну на міжнародних змаганнях з хокею із шайбою. Управління збірною здійснюється Іспанською федерацією зимових видів спорту. В Іспанії налічується 158 хокеїсток.

## Історія
Жіноча збірна Іспанії з хокею із шайбою дебютувала на міжнародному турнірі у французькому Сержі, де вони програли стартовий матч збірній Баварії 1:10. Крім того, вони здобули і першу свою перемогу над командою Грефрат 4:0. Перший матч проти іншої національної збірної був матч проти Бельгії 22 травня 2009 року, який вони програли 1:3.
У тому ж 2009 році іспанки повинні були дебютувати на чемпіонаті світу у п'ятому дивізіоні але турнір був скасований. Причиною стала відмова декількох країн брати на себе фінансові витрати на турнір.
Таким чином дебют прийшовся на чемпіонаті світу 2011 року, який проходив у Софії 14—20 березня.
- 15 березня: Іспанія 7–0 Туреччина[4]
- 16 березня: Іспанія 7–0 Болгарія[5]
- 18 березня: Польща 5–4 Іспанія[6]
- 19 березня: Іспанія 14–0 Ірландія[7]

## Результати

### Виступи на чемпіонатах світу
- 2009 – турнір не відбувся[8]
- 2011 – 2 місце (Дивізіон V)
- 2012 – 2 місце (Дивізіон ІІВ)
- 2013 – 2 місце (Дивізіон ІІВ)
- 2014 – 3 місце (Дивізіону ІІВ)
- 2015 – 3 місце (Дивізіону ІІВ)
- 2016 – 2 місце (Дивізіону ІІВ)
- 2017 – 2 місце (Дивізіону ІІВ)
- 2018 – 1 місце (Дивізіон ІІВ)
- 2019 – 3 місце (Дивізіон ІІА)
- 2022 – 3 місце (Дивізіон ІІА)
- 2023 – 2 місце (Дивізіон ІІА)
- 2024 – 2 місце (Дивізіон ІІА)
- 2025 – 1 місце (Дивізіон ІІА)

Жіноча збірна Іспанії не брала участі у чемпіонатах Європи та Олімпійських хокейних турнірах.